# Truebella tothastes
Truebella tothastes là một loài cóc thuộc họ Bufonidae.
Đây là loài đặc hữu của Peru.
Môi trường sống tự nhiên của chúng là đồng cỏ nhiệt đới hoặc cận nhiệt đới vùng đất cao.